# ريتشارد برييتو
ريتشارد برييتو (بالإسبانية: Richard Prieto)‏ هو لاعب كرة قدم باراغواياني في مركز الوسط، ولد في 25 فبراير 1997 في كاغوازو في باراغواي. لعب مع غودوي كروز ونادي خنرال دياز.

## وصلات خارجية
- ريتشارد برييتو على موقع قاعدة بيانات كرة القدم.إي يو (الإنجليزية)
- ريتشارد برييتو على موقع Soccerway.com (الإنجليزية)